# Sozialfaschismusthese

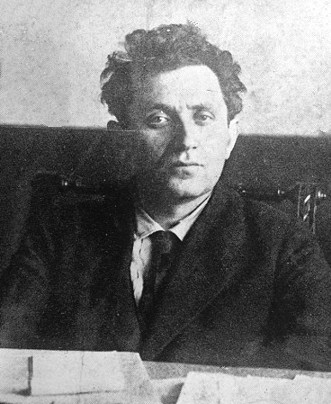
Grigori Sinowjew, Vorsitzender der Kommunistischen Internationalen, 1921

Die Sozialfaschismusthese (weniger häufig auch Sozialfaschismustheorie) ist eine vom sowjetischen marxistischen Vorsitzenden der Kommunistischen Internationalen Grigori Sinowjew und Josef Stalin 1924 entwickelte These, die bis 1935 von der Komintern und ihren kommunistischen Mitgliedsparteien verfolgt wurde. Demnach waren sowohl die bürgerliche Demokratie (wie etwa die der Weimarer Republik) als auch der Faschismus jeweils politische Ausprägungen des Kapitalismus. Weil die Sozialdemokratie die bürgerliche Demokratie verteidigte und stützte, wurde ihr Verwandtschaft mit dem Faschismus unterstellt. Dies verhinderte eine entschiedene Zusammenarbeit von KPD und SPD gegen den aufkommenden Nationalsozialismus. Zwei Jahre nach der Machtergreifung der NSDAP verwarf die Komintern die Sozialfaschismusthese 1935 und strebte nun eine Volksfront aus Kommunisten, Gewerkschaften, Sozialdemokratie und linkem Bürgertum an.

## Hintergrund
Im Jahr 1923 kam es zu einer Zuspitzung der innenpolitischen Lage in der Weimarer Republik: Ab Januar kam es zur Besetzung des Ruhrgebiets durch französische Truppen und durch den einsetzenden passiven Widerstand zu einer Hyperinflation, welche die soziale Not verschärfte. Im August trat als Folge des Cuno-Streiks als Massenprotest die Reichsregierung zurück und im September kam es um Gustav von Kahr in Bayern zu einem extrem rechten Umsturzversuch als Vorläufer des Hitlerputsches. Einen Monat später, im Oktober, wird die Rheinische Republik auf deutschem Staatsgebiet ausgerufen und es kommt durch den Eintritt der KPD in die Landesregierungen in Sachsen und Thüringen zur Ausrufung der Reichsexekution, dem Einmarsch der Reichswehr und der Absetzung der jeweiligen demokratisch gewählten lokalen Regierungen. Zum Ende des Monats scheitert der kommunistische Aufstandsversuch in Hamburg und mit ihr der von der Komintern angedachte Deutsche Oktober. Im November des gleichen Jahres übertrug der sozialdemokratische Reichspräsident Friedrich Ebert die oberste Exekutivgewalt zur Sicherung des Reiches gegen innere Unruhen auf den Chef der Heeresleitung der Reichswehr Hans von Seeckt, in dessen Folge NSDAP, die KPD und die Deutschvölkische Freiheitspartei verboten wurden.
In der Komintern kommt Grigori Sinowjew als ihr Vorsitzender im November 1923 zu dem Schluss, dass von Seeckt auf der einen Seite sowie Ebert und Gustav Noske, denen beiden unter anderem die Verantwortung für die Ermordung von Rosa Luxemburg und Karl Liebknecht vorgeworfen wurde, auf der anderen Seite verschiedene Spielarten des Faschismus präsentieren würden. Die grundlegenden Sätze der These wurden von Sinowjew innerhalb einer Präsidiumssitzung des Exekutivkomitees der Komintern im Januar 1924 formuliert. Im September 1924 folgte ihm Josef Stalin und bezeichnete die Sozialdemokratie und den Faschismus als „Zwillingsbrüder“::679

„Der Faschismus ist eine Kampforganisation der Bourgeoisie, die sich auf die aktive Unterstützung der Sozialdemokratie stützt. Die Sozialdemokratie ist objektiv der gemäßigte Flügel des Faschismus. […] Diese Organisationen schließen einander nicht aus, sondern ergänzen einander. Das sind keine Antipoden, sondern Zwillingsbrüder.“

Als jedoch rund ein Jahr später, im Herbst 1925, die „Einheitsfront von unten und oben“ ausgerufen wurde, waren diese Worte Sinowjews und Stalins zunächst wieder obsolet. 1928 erfolgte sowohl in der Kommunistischen Partei der Sowjetunion (KPdSU) als auch in der Komintern eine abermalige Radikalisierung, die zur Reaktivierung der Sozialfaschismustheorie führte. Hintergrund des Schwenks der KPdSU war die Kollektivierung und Entkulakisierung in der Sowjetunion. „Rechter“ Widerstand gegen diese Politik sollte beiseite geräumt werden, sowohl in der UdSSR als auch auf internationaler Ebene. Transmissionsriemen dieser Politik war die Komintern. Ihr führender Vertreter Otto Wille Kuusinen lieferte zentrale Versatzstücke der Sozialfaschismus-Theorie:

„Die Faschisten sind Nationalisten, Imperialisten, Kriegshetzer, Feinde des Sozialismus, Feinde der Demokratie, Würger der selbständigen Arbeiterbewegung, Arbeitermörder usw. […] Die Sozialfaschisten handeln in der Regel wie die Faschisten, aber sie tun ihr faschistisches Werk nicht mit offenem Visier, sondern arbeiten hinter einem Nebelrideau, wie man es im Krieg anwendet. Das gehört zum Wesen des Sozialfaschismus: Imperialistische Politik im Namen des Internationalismus, kapitalistische Politik im Namen des Sozialismus, Abbau der demokratischen Rechte der Werktätigen im Namen der Demokratie, Abbau der Reformen im Namen des Reformismus, Arbeitermörderpartei im Namen der Arbeiterpolitik usw. […] Die Ziele der Faschisten und Sozialfaschisten sind dieselben, der Unterschied besteht in den Losungen und teilweise auch in den Methoden.“

Nach dem Historiker Hermann Weber waren neben der SPD auch andere Parteien von der Zuschreibung des Sozialfaschismus betroffen: Abspaltungen der KPD wie die „SAPD und Brandleristen“ als andere Parteien im Speziellen und die linke Sozialdemokratie im Allgemeinen wurden als „linke Filialen“ des Sozialfaschismus angesehen.:60 Vertreter der KPdSU und der Komintern behaupteten 1929, die Phase der „relativen Stabilität“ des Kapitalismus, die sich an die revolutionären Nachkriegsjahre angeschlossen habe, sei beendet. Die kommende Phase sei eine von scharfen Klassenkämpfen und imperialistischen Kriegen, vor allem drohe ein Krieg gegen die Sowjetunion und die Errichtung faschistischer Diktaturen. Dies verheiße aber zugleich die Chance einer revolutionären Radikalisierung unzufriedener Massen.
Vom 10. Plenum des Exekutivkomitees der Kommunistischen Internationale (EKKI) im Juli 1929 formell bestätigt, war die Sozialdemokratie dementsprechend eine bloße Variante des Faschismus und jegliche Einheitsfront der kommunistischen Parteien mit den sozialdemokratischen unzulässig. Auf ihrem 12. Parteitag (9. bis 16. Juni 1929) schloss sich die Kommunistische Partei Deutschlands (KPD) dieser These an. Die Ereignisse des so genannten Blutmais (1929) dienten dem Parteiführer Ernst Thälmann als schlagender Beweis für die „Wandlung der Sozialdemokratie zum Sozialfaschismus“.:681> Auch in der britischen Labour Party – sie regierte ab Mitte 1929, geführt von Ramsay MacDonald – machte Thälmann eine solche Wandlung aus.:681 Weber sieht eine „Stalinisierung der KPD“ mit diesem Parteitag als abgeschlossen an.:685

## Auswirkungen und Ende
In Deutschland trug die an der Sozialfaschismusthese orientierte Politik der KPD, die in allen Funktionsträgern der Freien Gewerkschaften und der SPD erklärte Feinde sah,:682f. erheblich dazu bei, die Spaltung und Schwächung der Arbeiterbewegung zu vertiefen, was eine frühe und geschlossene Einheitsfront gegen die Nationalsozialisten verhinderte. Margarete Buber-Neumann, damals Mitglied der KPD, berichtete in ihren Erinnerungen, das Schlagwort sei ab Mitte 1929 „sogar von den gemäßigteren Elementen übernommen“ worden. Zwischen 1929 und 1934 bildete das Konzept des Sozialfaschismus die ideologische Konstante der KPD.
Die Priorität der Kommunisten für den Kampf gegen die als „sozialfaschistisch“ geschmähte SPD führte 1931 dazu, dass der vom republikfeindlichen Stahlhelm, Bund der Frontsoldaten initiierte Volksentscheid zur Auflösung des preußischen Landtages gegen die von Otto Braun geführte sozialdemokratische Regierung Preußens neben den Rechtsparteien und der NSDAP auch von der KPD unterstützt wurde. Selbst nach Errichtung der NS-Diktatur hielt die Komintern, die „die politische Linie und die organisatorische Politik“ der KPD „mit dem Genossen Thälmann an der Spitze“ für „vollständig richtig“ erklärte, an dieser These fest. Noch im Mai 1933 erklärte die KPD:

„Die völlige Ausschaltung der Sozialfaschisten aus dem Staatsapparat, die brutale Unterdrückung auch der sozialdemokratischen Organisation und ihrer Presse ändern nichts an der Tatsache, dass sie nach wie vor die soziale Hauptstütze der Kapitalsdiktatur darstellen.“

Ende 1933 forderte der KPD-Politiker Fritz Heckert, der Kampf gegen die „faschistische Bourgeoisie“ müsse „nicht gemeinsam mit der Sozialdemokratischen Partei, sondern gegen sie“ geführt werden.
In Frankreich wurde der Sozialfaschismus-Vorwurf vom Parti communiste français (PCF) gegen die Section française de l’Internationale ouvrière erhoben, bis die Unruhen vom 6. Februar 1934, die von der Linken als faschistischer Putschversuch wahrgenommen wurden, eine Zusammenarbeit der beiden Parteien einleitete. Nach den Wahlen vom Mai 1936 tolerierte die PCF die Volksfrontregierung unter dem Sozialisten Léon Blum.
Auf dem 1935 stattfindenden VII. Weltkongress der Komintern wurde die „Sozialfaschismustheorie“ verworfen und die politisch bereitete Volksfront gegen den Faschismus propagiert. Dort definierte Georgi Dimitrow den Faschismus als „die offene terroristische Diktatur der am meisten imperialistischen Kreise des Finanzkapitals“ – ein Modell, das ganz eigene Probleme mit sich bringen sollte und die Sowjetunion nicht von der Unterzeichnung des deutsch-sowjetischen Nichtangriffspaktes im Jahre 1939 abhielt.

## Rezeption

### Weimarer Republik
Die SPD sah in den Kommunisten meist ebenso nicht mögliche Verbündete gegen den Faschismus, sondern weitere Feinde neben den Nationalsozialisten. Häufig wurden beide politische Richtungen als Verwandte bezeichnet, so beispielsweise durch Kurt Schumacher, der die Kommunisten 1930 eine „rotlackierte Doppelausgabe der Nationalsozialisten“ nannte. Außerhalb von SPD und KPD organisierte Sozialisten und Kommunisten ohne eigene Wirkungsmacht wie KPO, SAP, Leninbund, ISK, Trotzkisten etc.:76 kritisierten die Sozialfaschismusthese. Trotzkis Kampf gegen die Sozialfaschismus-Linie der KPD und sein Eintreten für eine Einheitsfront der Arbeiterbewegung gegen den Nationalsozialismus etwa schien seinem Biographen Isaac Deutscher seine „größte politische Tat im Exil“.

### Bundesrepublik Deutschland
Der Historiker Arthur Rosenberg schlussfolgerte, dass „die KPD-Führung gar nicht die Revolution wollte, sondern nur die bequeme Propaganda gegen die SPD“ sowie gegen die linken Sozialisten innerhalb der SPD. Diese befänden sich zwischen der eigenen Parteimehrheit und der „rechtssozialistische(n)“ Parteispitze, die „an den Kräften des Proletariats verzweifelte“ und konnten daher keine Aktionsfähigkeit hin zu einer Einheitsfront gegen den Nationalsozialismus entfalten. Rosenberg sah daher die beiden Arbeiterparteien selbst als Hemmnisse für diese politische Kooperation an. Hermann Weber schloss sich der Einschätzung an und hält fest, dass die jeweiligen Parteien „dogmatisch an Schablonen und an ihrer jeweiligen Politik festhielten“ und es daher zu keiner gemeinsamen Aktion kam. Einen Lernprozess sowie ein Umdenken sah dieser erst mit der Zerschlagung der beiden Parteien 1933 kommen.:76